# サン＝マルタン＝デール
サン＝マルタン＝デール （Saint-Martin-d'Hères）は、フランス、オーヴェルニュ＝ローヌ＝アルプ地域圏、イゼール県のコミューン。グルノーブル郊外のコミューンで、バスとトラムが運行されている。

## 歴史
サン＝マルタン＝デールのHèresとは、貧しいことを意味するhère、または沼地を意味するhèraに由来する。そのためにサン＝マルタン＝デ＝マレ（Saint-Martin des Marais、Maraisとは湿地）とも呼ばれた。
現在のコミューンの原型は、1100年頃つくられたサン＝マルタン教区である。1488年にはミニーム修道院が建てられた。19世紀後半、コミューンはクロワ＝ルージュ地区の工業化による最初の発展を経験した。
現在のサン＝マルタン＝デールはグルノーブルの学園都市となっており、毎年60,000人近くの学生を迎える。ピエール・マンデス＝フランス大学、ジョゼフ・フーリエ大学、スタンダール大学、グルノーブル政治学院などのキャンパスがある。

## 姉妹都市
- ツェラ・メニス、ドイツ

## 出身者
- サラ・ニシロ＝ロッソ - 柔道家
- ジェローム・ヌヴィユ - 自転車選手
- トリスタン・ヴォーティエ - レーシングドライバー
- ニコラ・バル - スキー選手